# Natschbach (Pfreimd)
Der Natschbach (tschechisch: Nivní potok) ist ein 8,71 km langer, linker Zufluss der Pfreimd in der Oberpfalz in Bayern.

## Verlauf
Der Natschbach entspringt in 555 m Höhe an den Südhängen des 655 m hohen Kamenice und des 649 m hohen Srní vrch nordöstlich von Nová Ves pod Přimdou in Tschechien.
Er trägt in Tschechien den Namen Nivní potok (Wortherkunft von tschechisch: niva = deutsch: Flur, Aue, Gefilde).
Von seiner Quelle aus fließt er nach Süden.
Nach 2,7 km nimmt er von links den Mlýnský potok auf, der von Nová Ves her kommt.
Nun wendet sich der Natschbach nach Südwesten fließt in einem weiten Halbkreis nach Westen und schließlich nach Nordwesten.
Nach weiteren 2 km mündet von links der Železný potok und nach weiteren 2 km ebenfalls von links der Mierbach, der hier den Namen Farský potok (deutsch: Ketschbach) trägt.
Eine Kilometer vor seiner Mündung trifft er auf die deutsch-tschechische Grenze und begleitet diese für 500 m.
Dann weicht die Grenze nach Norden ab und der Bach fließt nun auf deutschem Gebiet.
Nach weiteren 500 m mündet der Natschbach in die Pfreimd, die hier noch Katharinabach heißt. Der Mündungsbereich des Baches lag zwischen 1362 und 1840 im Pfrentschweiher.

## Zuflüsse
Der Natschbach fließt durch eine feuchte Auenlandschaft, aus der er von links und von rechts zahlreiche kleine unbenannte Bäche aufnimmt.
Er hat drei benannte Zuflüsse von links (von der Quelle zur Mündung):
- Mlýnský potok
- Železný potok
- Mierbach